# Église Saint-André d'Exideuil-sur-Vienne
L'église Saint-André est une église catholique située à Exideuil-sur-Vienne, en France.

## Localisation
L'église est située dans le département français de la Charente, sur la commune d'Exideuil-sur-Vienne.

## Historique
L'édifice est classé au titre des monuments historiques en 1964.